# Days no mo
Days no mo（デイズノーモー）は、日本の女性5人組音楽グループで、音楽グループの「GReeeeN」の妹分whiteeeenとしてデビュー。メンバーチェンジを経てDays no moとして活動開始。所属事務所はHigh Speed Boy inc.

## メンバー
- moca（モカ、2018年4月 - ）
- nene（ネネ、2018年4月 - ）
- akagi（アカギ、2018年4月 - ）
- Fu-ka（フーカ、2020年6月27日 - ）
- Mizuki (ミヅキ、2020年6月27日 - )

### 元メンバー
- meri（メリ、2014年 - 2017年10月31日）
- hima（ヒマ、2014年 - 2019年8月26日）
- kana（カナ、2014年 - 2019年8月26日）
- noa（ノア、2014年 - 2019年8月26日）

## 経歴
2014年10月に音楽グループの「GReeeeN」が公式ソーシャル・ネットワーキング・サービス (SNS)「LINE」でオーディションを開催。その中から4人が選ばれ、妹分グループとして「whiteeeen」を結成。
2015年3月11日発売のデビューシングル「愛唄〜since 2007〜」(原曲はGReeeeNの『愛唄』)がiTunes、レコチョクなどの音楽配信8サイトで首位を獲得した。
レコチョクアワード月間最優秀楽曲賞4月度シングル月間1位獲得など、センセーショナルなデビューを果たす。
2015年8月5日発売の2ndシングルは、デビューシングルに続く、大型映画主題歌のタイアップ。「ポケット」は、日本アニメーション40周年記念作品『シンドバッド 空とぶ姫と秘密の島』の主題歌としてGReeeeNが書き下ろした楽曲。
2016年3月9日に待望の1stミニアルバム「声」を発売。
そのアルバム「声」のジャケットは初の本人による撮影を行った。
2016年8月17日発売の3rdシングルは、2ndシングルに引き続き、大型映画主題歌のタイアップ。『キセキ〜未来へ〜』は、土屋太鳳と竹内涼真が共演する映画『青空エール』(8月20日公開、三木孝浩監督)の主題歌として起用。
whiteeeen 版「キセキ」は、ニューシングル「キセキ～未来へ～」として発売された。
2016年12月14日に1stフルアルバム「ゼロ恋」が発売された。
2017年10月31日、公式サイトよりmeriが卒業したことを発表した。
2018年 4月より 追加メンバー moca akagi neneが加入。
2019年 8月26日 公式サイトよりhima、noa、kanaが卒業を発表。
2020年 6月27日 追加メンバー Fu-ka Mizukiが加入。
2020年 7月31日 グループ名を「Days no mo」に改名。配信曲「Never」が発売された。

## 受賞歴
- 第30回（2015年度）日本ゴールドディスク大賞「ベスト5ニュー・アーティスト」[2]

## ディスコグラフィ

### シングル
※順位はオリコンの順位
|     | リリース日    | 曲名                | 販売生産番号 | 順位  |
| --- | ------------- | ------------------- | ------------ | ----- |
| 1st | 2015年3月11日 | 愛唄〜since 2007〜  | UMCK-5559    | 16位  |
| 2nd | 2015年8月5日  | ポケット            | UPCH-5848    | 128位 |
| 3rd | 2016年8月17日 | キセキ〜未来へ〜    | UPCH-5883    | 42位  |
| 4th | 2017年5月17日 | テトテ with GReeeeN | UPCH-7263    | 39位  |
| 5th | 2018年6月6日  | ハニートースト      | UPCH-5945    | 87位  |

### 配信曲
|     | リリース日    | 曲名                             |
| --- | ------------- | -------------------------------- |
| 1st | 2015年10月2日 | あの頃〜ジンジンバオヂュオニー〜 |
| 2nd | 2018年5月16日 | ハンブンコ (6人ver.)             |
| 3rd | 2020年7月31日 | Never                            |

### アルバム

#### ミニアルバム
|     | リリース日   | タイトル | 販売生産番号                                | 順位 |
| --- | ------------ | -------- | ------------------------------------------- | ---- |
| 1st | 2016年3月9日 | 声       | UPCH-7120（初回限定盤） UPCH-2072（通常盤） | 50位 |

#### オリジナルアルバム
|     | リリース日     | タイトル | 販売生産番号                                 | 順位 |
| --- | -------------- | -------- | -------------------------------------------- | ---- |
| 1st | 2016年12月14日 | ゼロ恋   | UPCH-7212（初回限定盤） UPCH-2107 （通常盤） |      |

#### 参加作品
| リリース日    | タイトル                          |
| ------------- | --------------------------------- |
| 2017年5月24日 | テトテとテントテン with whiteeeen |

## タイアップ
| 曲名                              | タイアップ                                                  | 収録作品 |
| --------------------------------- | ----------------------------------------------------------- | --- |
| 愛唄〜since 2007〜                | 全国東宝系映画『ストロボ・エッジ』主題歌                    | 1stシングル『愛唄〜since 2007〜』 1stミニアルバム『声』 1stアルバム『ゼロ恋』                                        |
| ポケット                          | 映画『シンドバッド 空とぶ姫と秘密の島』主題歌               | 2ndシングル『ポケット』 1stミニアルバム『声』 1stアルバム『ゼロ恋』                                                  |
| ポケット                          | 映画『シンドバッド 魔法のランプと動く島』主題歌             | 2ndシングル『ポケット』 1stミニアルバム『声』 1stアルバム『ゼロ恋』                                                  |
| あの頃〜ジンジンバオヂュオニー〜  | フジテレビ系4夜連続深夜ドラマ『それでも僕は君が好き』挿入歌 | 配信限定シングル『あの頃〜ジンジンバオヂュオニー〜』 1stミニアルバム『声』 1stアルバム『ゼロ恋』(アルバムバージョン) |
| タンポポ                          | 日成アドバンス企業CMソング                                  | 1stミニアルバム『声』                                                                                                |
| キセキ〜未来へ〜                  | 映画『青空エール』主題歌                                    | 3rdシングル『キセキ〜未来へ〜』 1stアルバム『ゼロ恋』                                                                |
| メロディー                        | 映画『青空エール』挿入歌                                    | 3rdシングル『キセキ〜未来へ〜』 1stアルバム『ゼロ恋』                                                                |
| テトテ with GReeeeN               | 資生堂『シーブリーズ』CMソング                              | 4thシングル『テトテ with GReeeeN』                                                                                   |
| テトテとテントテン with whiteeeen | 資生堂『シーブリーズ』CMソング                              | GReeeeN『テトテとテントテン with whiteeeen』                                                                         |